# 姑父
姑父，也称姑夫或姑丈，是中文中親屬關係的稱謂，指父親姊妹的丈夫。正式用語中通常稱為姑丈或姑爹。按姑母的排行，姑父有被称为大姑父、二姑父、小姑父等。姑父
著名的姑父与内侄的关系：
- 郭威—柴荣
- 吴应熊—康熙帝
- 张成泽—金正恩
- 林如海—贾宝玉